# Мармизівка
Марми́зівка —  село в Україні,  Чернігівській області, Прилуцькому районі. Входить до складу Варвинської селищної громади.

## Історія
Є на мапі 1812 року.
У 1862 році в селищі володарському Марши́зівка було 74 двори де жило 476 осіб (246 чоловічої та 230 жіночої статі).
У 1911 році в селищі жило 780 осіб (386 чоловічої та 394 жіночої статі).

## Населення
Згідно з переписом УРСР 1989 року чисельність наявного населення села становила 264 особи, з яких 114 чоловіків та 150 жінок.
За переписом населення України 2001 року в селі мешкало 236 осіб. 100 % населення вказало своєю рідною мовою українську мову.